# ويليام جوي
ويليام جوي (بالإنجليزية: William Joy)‏ هو مدير فني أمريكي، ولد في 1888 في بوسطن في الولايات المتحدة، وتوفي في 13 سبتمبر 1969 في ميلتون في الولايات المتحدة.